# Aleksander Stavre Drenova
Aleksander Stavre Drenova (Drenovë, 11 de abril de 1872 - Bucarest, 11 de diciembre de 1947) fue uno de los poetas albaneses más conocidos, principalmente por haber escrito el himno nacional de Albania, Hymni I Flamurit.
Nacido en Drenova cerca de Korça en Albania, escribía en el dialecto local, el tosco. Fue a la escuela griega de su ciudad, pero a la muerte de su padre cuando tenía 13 años tuvo que partir hacia Bucarest para reunirse con sus hermanos, donde conoció el medio literario y nacionalista albanés de la ciudad.
En 1904, Asdreni publicó Rreze dielli (Rayos de sol), su primera antología de 99 poemas dedicada a Scanderbeg, el héroe nacional albanés. Su segunda antología, de nuevo 99 poemas, Ëndrra e lotë (Sueños y lloros) fue publicada en 1912; estaba dedicada a una viajera británica, Edith Durham. El tercer volumen de poesías de Asdreni, Psallme murgu (Salmos de un monje) apareció en 1930. El soneto era su forma preferida.
Después de una breve vuelta a Albania en 1914, Asdreni retorna Rumanía, donde continúa su interés por el movimiento nacional albanés. En 1937 vuelve a Albania, pero de nuevo regresa rápidamente a Rumanía. Sin embargo, murió en su ciudad natal en 1947.
El Hymni i Flamurit fue publicado por primera vez el 12 de abril de 1912 bajo el título Betimi mi flamur (El juramento de la bandera) en Liri e Shqipërisë (Libertad de Albania), un diario albanés de Sofía en Bulgaria. El mismo año, el autor lo incluyó en su antología poética Ëndrra e lotë (Sueños y lloros) publicado en Bucarest (Rumanía).

## Obra
- Rreze dielli (Rayos de sol, 1904)
- Ëndrra (dh) e lotë (Sueños y lloros, 1912)
- Psallme murgu (Salmos de un monje, 1930)
- Kambana e Krujës (La campana de Kruja, 1937)